# 法属西非法郎

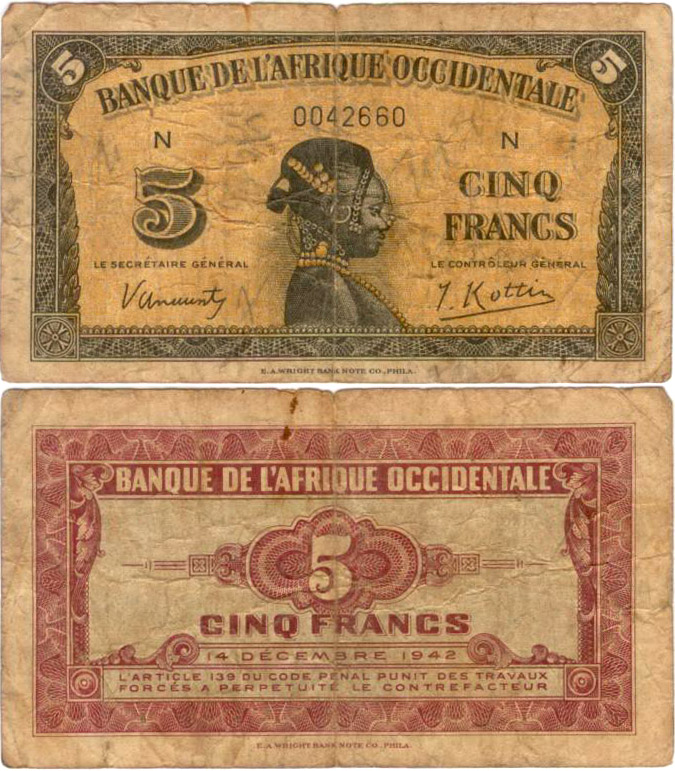
1943年的5法郎纸币

法属西非法郎是法属西非的官方货币，分别于1903年和1944年发行了纸币和硬币。在1945年由西非国家中央银行发行的西非法郎取代。

## 硬币
1944年，法属西非发行了50生丁和1法郎面额的硬币，这是西非法郎发行前唯一发行过的硬币

## 纸币
1903年，西非银行第一次发行了纸币，面额为100法郎，之后于1904年发行了5法郎面额的纸币，500法郎面额于1912年发行，25法郎面额于1917年发行，1000法郎面额于1919年发行，50法郎面额于1920年发行。1944年政府发行了50生丁和1法郎以及2法郎面额的纸币。在法属西非独立后继续由西非国家中央银行发行。